# Peter Urh
Peter Urh, slovenski rimskokatoliški duhovnik in pridigar, * 27. junij 1829, Tržič, † 24. junij 1897, Novo mesto.

## Življenje in delo
Rodil se je očetu delavcu v pilarni Antonu in materi Mariji (rojeni Klander). Ljudsko šolo je obiskoval v rojstnem kraju, gimnazijo najprej v Ljubljani, nato pri benediktincih v Šentpavlu na Koroškem, končal pa jo je kot gojenec Alojzijevišča v Ljubljani, kjer je tudi maturiral (1850). V letih 1850–1854 je študiral bogoslovje na ljubljanskem bogoslovnem semenišču in bil leta 1853 posvečen kot prvi gojenec Alojzijevišča. V letih 1854–1859 je bil kaplan v Postojni (tu tudi šolski vodja in katehet), 1859–1861 pri sv. Jakobu v Ljubljani, 1861 do 1868 tu stolni kaplan in pridigar (imenoval ga je škof J. Vidmar), 1868–1882 kanonik v ljubljanski stolnici, nato pa od 1882 do smrti župnik, prošt in dekan v Novem mestu.
Urh je bil eden najbolj iskanih cerkvenih govornikov. Njegovi govori so bili vsebinsko bogati, jezikovno dognani in formalno dodelani; številni so bili tudi natisnjeni, nekateri kasneje tudi ponatisnjeni. Kot dober gospodar si je prizadeval za obnovitev stolnega župnišča in stolnice v Ljubljani ter proštije v Novem mestu (le pomanjkanje denarja je preprečilo, da ni ladje kapiteljske cerkve podrl in prizidal novo stavbo), za organista pa je pridobil I. Hladnika. Bil je vzornik in svetovalec dolenjskim kmetom pri umnem gospodarjenju v vinogradih in gozdovih.